# التراجع البايزي
في نظرية الألعاب، يُعرف التراجع البايزي على أنه الفرق المتوسط بين المنفعة الاستراتيجية والمنفعة المثالية والتي يتم تعظيم النتائج المرجوة عندها.
يشير مصطلح البايزي إلى توماس بايز (1702-1761)، الذي أثبت حالة خاصة لما يسمى الآن نظرية بايز، حيث قدم أول حل رياضي لمشكلة هامة تتمثل في تحليل البيانات الإحصائية باستخدام ما يعرف الآن باسم الاستدلال البايزي.

## نظرية الاختيار الاجتماعي
في نظرية الاختيار الاجتماعي، يمثل التراجع البايزي الفرق المتوسط في المنفعة الاجتماعية بين المرشح الذي تم اختياره والمرشح الأفضل. يمكن قياسه فقط إذا كان من الممكن معرفة الفائدة العددية الفعلية للناخبين لكل مرشح - أي في محاكاة مونت كارلو للانتخابات الافتراضية. مصطلح البايزي هو تسمية خاطئة إلى حد ما، حيث تعني التسمية الفعلية فقط «متوسط الاحتمالية».   

## في الاقتصاد
تم استخدام هذا المصطلح لمقارنة إستراتيجية الشراء والتعليق العشوائية بسجلات المتداولين المحترفين تلقى هذا المفهوم نفسه العديد من الأسماء المختلفة، كما يُلاحظ في صحيفة نيويورك تايمز:
"في عام 1957، على سبيل المثال، دعا إحصائي اسمه جيمس حنا نظريته بالتراجع البايزي. وقد سبقه ديفيد بلاكويل، وهو خبير إحصائي أيضًا، أطلق عليه نظريته "السير العشوائي المضبوط". كما أن هناك عناوين أخرى في أوراق بحثية مختلفة.